# Syväjärvi (sjö i Finland, Norra Österbotten, lat 64,27, long 26,25)
Syväjärvi är en sjö i Finland. Den ligger i kommunen Siikalatva i landskapet Norra Österbotten, i den centrala delen av landet, 500 km norr om huvudstaden Helsingfors. Syväjärvi ligger 104,6 meter över havet. Arean är 25,6 hektar och strandlinjen är 2,12 kilometer lång. Sjön  ingår i Siikajokis huvudavrinningsområde.   I omgivningarna runt Syväjärvi växer i huvudsak blandskog.